# Distrito electoral de Riverside (condado de Hitchcock, Nebraska)
Riverside (en inglés: Riverside Precinct) es un distrito electoral ubicado en el condado de Hitchcock en el estado estadounidense de Nebraska. En el Censo de 2010 tenía una población de 123 habitantes y una densidad poblacional de 1,32 personas por km².

## Geografía
Riverside se encuentra ubicado en las coordenadas 40°13′12″N 100°55′42″O / 40.22000, -100.92833. Según la Oficina del Censo de los Estados Unidos, Riverside tiene una superficie total de 93.17 km², de la cual 93.17 km² corresponden a tierra firme y (0%) 0 km² es agua.

## Demografía
Según el censo de 2010, había 123 personas residiendo en Riverside. La densidad de población era de 1,32 hab./km². De los 123 habitantes, Riverside estaba compuesto por el 100% blancos, el 0% eran afroamericanos, el 0% eran amerindios, el 0% eran asiáticos, el 0% eran isleños del Pacífico, el 0% eran de otras razas y el 0% pertenecían a dos o más razas. Del total de la población el 0.81% eran hispanos o latinos de cualquier raza.